# 月夜の悪戯の魔法/CLIMBER×CLIMBER
「月夜の悪戯の魔法/CLIMBER×CLIMBER」（つきよのいたずらのまほう/クライマー・クライマー）は、日本のヴィジュアル系ロックバンド・BREAKERZの10作目のシングル。

## 概要
- 前作「BUNNY LOVE/REAL LOVE 2010」から約5か月ぶりにして、3作連続での両A面シングル。
- 当初は同年4月6日に発売予定だったが、東日本大震災の影響により発売が延期された経緯がある[1][2]。
- 前作同様、後述の初回限定盤Aと初回限定盤Bで表題1曲目を入れ替えるパターンが採用された。また、「Angelic Smile/WINTER PARTY」以来7作ぶりに既発曲のアコースティックバージョンが未収録となった。
- 表題1曲目はテレビアニメ『名探偵コナン』のエンディングテーマに起用された[3]。テレビアニメ並びに『名探偵コナン』のタイアップを担当するのは「光」以来4作ぶり通算3度目、エンディングテーマとしては2度目となった。
- 表題2曲目はメンバーのDAIGOがCM出演するブシロード『カードファイト!! ヴァンガード』の公式イメージソングに起用された[1][3]。
- ジャケットの異なる初回限定盤Aと初回限定盤B、通常盤の3形態で発売された。特典として初回限定盤Aには表題1曲目のミュージッククリップとオフショット映像を収録したDVDが、初回限定盤Bには表題2曲目のミュージッククリップとオフショット映像を収録したDVDが、通常盤にはランダムで全10種類からなるトレーディングカードが同梱された[1]。なお、初回限定盤Aの裏ジャケットには今作のために描き下ろされた江戸川コナンと毛利蘭の和装が描かれている[3]。
- オリコン週間チャート初登場5位を獲得。10作連続でのトップ10入りと、4作連続でのトップ5入りを果たした。

## 収録曲
| 全作詞: DAIGO、全編曲: BREAKERZ。 |                                  |       |         |                      |
| #                                 | タイトル                         | 作詞  | 作曲    | ストリングスアレンジ |
| 1.                                | 「月夜の悪戯の魔法」             | DAIGO | AKIHIDE |                      |
| 2.                                | 「CLIMBER×CLIMBER」              | DAIGO | SHINPEI | 寺地秀行、BREAKERZ   |
| 3.                                | 「ありがとう 〜Beautiful day〜」 | DAIGO | SHINPEI | 寺地秀行、BREAKERZ   |

### 解説
1. 月夜の悪戯の魔法
打ち込みによる琴や尺八の音を取り入れ、和をテーマに制作された楽曲。AKIHIDEによると「ミステリアスで切ない感じをイメージしていたら、イントロの琴の旋律が生まれたことを機に原曲を完成させた」とのこと。なお、尺八はアレンジをしていく中でテレビアニメの制作スタッフからのリクエストで取り入れられた。歌詞は恋愛模様を月の満ち欠けに例えて書かれている[3][4][5]。
2. CLIMBER×CLIMBER
シングル表題曲としては「光」以来4作ぶりに生のストリングスを取り入れた楽曲で[注 1]、SHINPEIがギターでコードを鳴らしながら鼻歌で制作した。制作ではメンバーと構成についてディスカッションを繰り返し、様々な意見交換をして、最終的に10パターン位のバージョンを経て完成させたという[4]。歌詞は「一歩を踏み出す勇気」をテーマに書かれている[3]。
3. ありがとう 〜Beautiful day〜
ファンへの感謝を書いた楽曲[1][3]。

## 参加ミュージシャン
BREAKERZ
- DAIGO：Vocal & Chorus
- AKIHIDE：Guitar & Chorus、Synth Programming
- SHINPEI：Guitar & Chorus、Synth Programming

Support Musician
- 土橋誠：Drums (#1,3)
- 永井利光：Drums (#2)
- 美久月千晴：Electric Bass (#1,3)
- IKUO：Electric Bass (#2)
- 小野塚晃：Piano (#3)
- 寺島貴恵 & Lime Ladies Orchestra：Strings (#2,3)

## タイアップ
- 読売テレビ放送制作・日本テレビ系列アニメ『名探偵コナン』シーズン16第2期エンディングテーマ (#1)
- ブシロード『カードファイト!! ヴァンガード』公式イメージソング (#2)

## 収録アルバム
- GO (#1 GO Version,#2)
- BREAKERZ BEST 〜SINGLE COLLECTION〜 (全曲)

## インストアライブ
今作を引っ提げてのインストアイベントが下記5都市5会場で開催された。